# ATP Volvo International 1997 - Qualificazioni doppio
Le qualificazioni del doppio dell'ATP Volvo International 1997 sono state un torneo di tennis preliminare per accedere alla fase finale della manifestazione. I vincitori dell'ultimo turno sono entrati di diritto nel tabellone principale. In caso di ritiro di uno o più giocatori aventi diritto a questi sono subentrati i lucky loser, ossia i giocatori che hanno perso nell'ultimo turno ma che avevano una classifica più alta rispetto agli altri partecipanti che avevano comunque perso nel turno finale.
Le qualificazioni del doppio del torneo ATP Volvo International 1997 prevedevano 8 coppie partecipanti di cui 2 sono entrate nel tabellone principale.

## Teste di serie
1. Magnus Norman /  David Prinosil (Qualificati)
2. Rikard Bergh /  Roger Smith (ultimo turno)

1. Tuomas Ketola /  Sébastien Leblanc (Qualificati)
2. Ģirts Dzelde /  Robbie Koenig (ultimo turno)

## Qualificati
1. Magnus Norman  /   David Prinosil

1. Tuomas Ketola  /   Sébastien Leblanc

## Tabellone

### Legenda
| - Q = Qualificato - WC = Wild card - LL = Lucky loser | - ALT = Alternate - SE = Special Exempt - PR = Protected Ranking | - w/o = Walkover - r = Ritirato - d = Squalificato |

### Sezione 1
|  | Primo turno | Primo turno                  | Primo turno                  | Primo turno | Primo turno |  |  | Ultimo turno | Ultimo turno                 | Ultimo turno | Ultimo turno | Ultimo turno |  |
|  |             |                              |                              |             |             |  |  |              |                              |              |              |              |  |
|  | 1           | Magnus Norman David Prinosil | Magnus Norman David Prinosil | 6           | 7           |  |  |              |                              |              |              |              |  |
|  |             | Rob Chess Cecil Mamiit       | Rob Chess Cecil Mamiit       | 4           | 6           |  |  | 1            | Magnus Norman David Prinosil | 6            | 5            | 6            |  |
|  | 4           | Ģirts Dzelde Robbie Koenig   | Ģirts Dzelde Robbie Koenig   | 6           | 6           |  |  | 4            | Ģirts Dzelde Robbie Koenig   | 0            | 7            | 3            |  |
|  |             | Louis Gloria Stéphane Simian | Louis Gloria Stéphane Simian | 1           | 4           |  |  |              |                              |              |              |              |  |

### Sezione 2
|  | Primo turno | Primo turno                     | Primo turno                     | Primo turno | Primo turno |  |  | Ultimo turno | Ultimo turno                    | Ultimo turno | Ultimo turno | Ultimo turno |  |
|  |             |                                 |                                 |             |             |  |  |              |                                 |              |              |              |  |
|  | 2           | Rikard Bergh Roger Smith        | 6                               | 3           | 6           |  |  |              |                                 |              |              |              |  |
|  |             | David Caldwell Reed Cordish     | 1                               | 6           | 3           |  |  | 2            | Rikard Bergh Roger Smith        | 6            | 6            | 1            |  |
|  | 3           | Tuomas Ketola Sébastien Leblanc | Tuomas Ketola Sébastien Leblanc | 6           | 6           |  |  | 3            | Tuomas Ketola Sébastien Leblanc | 7            | 3            | 6            |  |
|  |             | Sláva Doseděl Karol Kučera      | Sláva Doseděl Karol Kučera      | 3           | 4           |  |  |              |                                 |              |              |              |  |